# Rodrigo Capó Ortega
Pour les articles homonymes, voir Capo et Ortega.

a Compétitions nationales et continentales officielles uniquement.

b Matchs officiels uniquement.
Dernière mise à jour le 7 janvier 2019.
Rodrigo Capó Ortega, né le 8 décembre 1980 à Montevideo, est un joueur de rugby à XV évoluant au poste de troisième ligne aile ou deuxième ligne. 
Rodrigo Capo Ortega est sélectionné avec l'Uruguay et porte le maillot du Castres Olympique de 2002 à 2020. Capitaine du CO, il est double champion de France 2013 et 2018. Avec plus de 450 matchs en 18 ans, il est une figure emblématique du club dont il devient l'ambassadeur à la fin de sa carrière. 
Son frère Frederico jouera aussi, un temps, au CO, au poste de pilier.

## Biographie

### De l'Uruguay à Millau en Aveyron
Après seulement deux matchs avec les espoirs, Rodrigo Capó Ortega intègre l'équipe première de son pays : il connaît sa première sélection le 12 novembre 2000 contre l'équipe du Chili. Il est champion d'Uruguay.

### De Millau à Castres dans le Tarn (2001)
Rodrigo Capó Ortega quitte Millau en Aveyron, en Fédérale pour rejoindre Castres évoluant en première division. Il participe à la Coupe d'Europe avec le CO entre 2004 et 2019.
Annoncé partant par la presse à plusieurs reprises, il a toujours prolongé au CO malgré le recrutement des internationaux Lionel Nallet (2003), Pascal Papé (2006) ou Richie Gray (2013).

### Vainqueur du Bouclier européen (2003)
Il soulève avec le CO le Bouclier européen à Londres après avoir vaincu les Gallois de Caerphilly en 2003. Il remporte aussi avec le Castres olympique la Coupe de la Ligue en 2003. 

### Champion de France (2013)
Le 1er juin 2013, il devient Champion de France de Top 14 avec le Castres olympique en remportant la finale 19 à 14 face au champion d'Europe le RC Toulon au terme d'une finale très disputée. Il soulève le Bouclier de Brennus et est cité comme un des meilleurs deuxième ligne du Top 14.

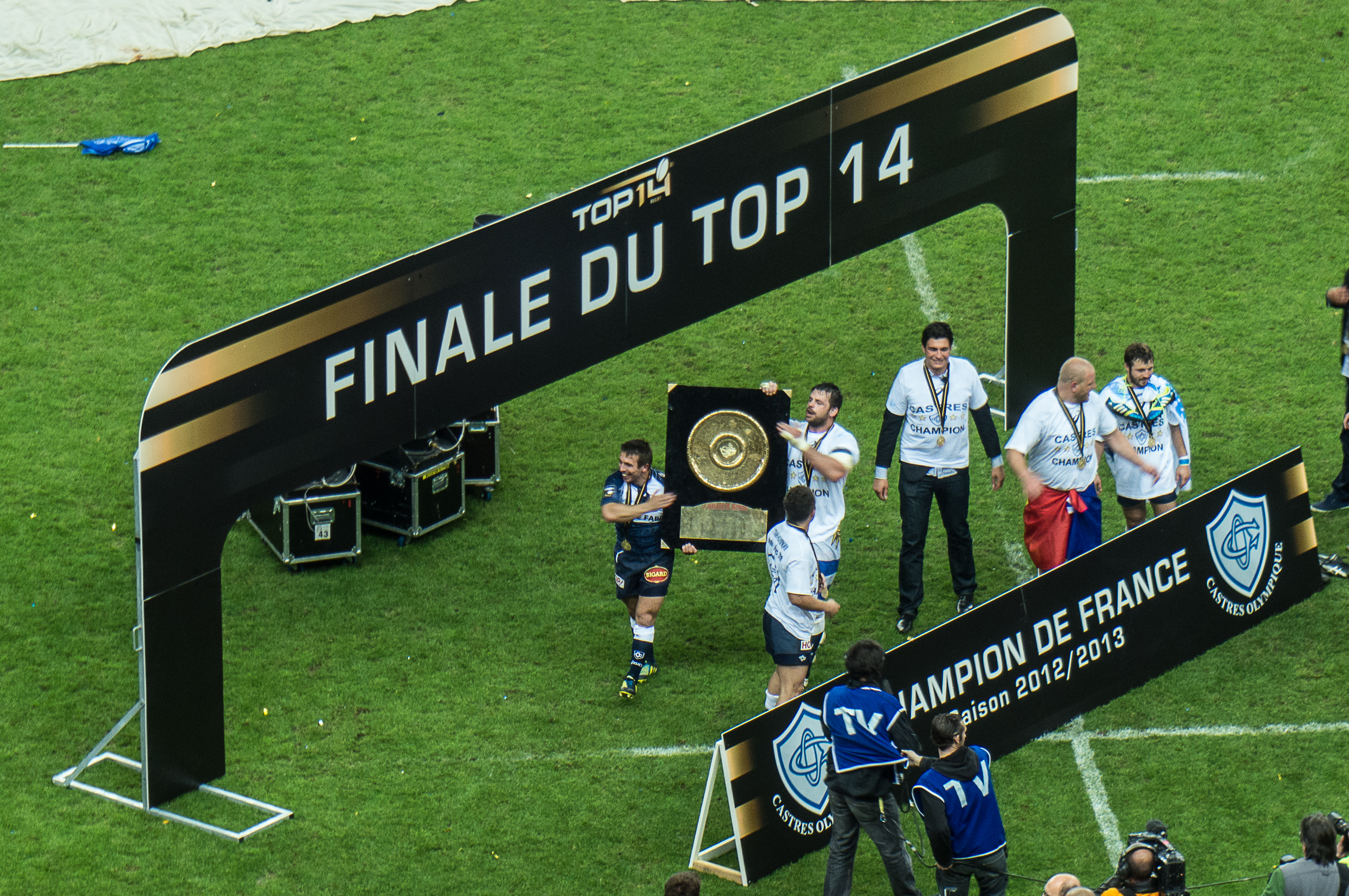
Rodrigo Capó Ortega avec Romain Teulet avec le Brennus en 2013 au Stade de France.

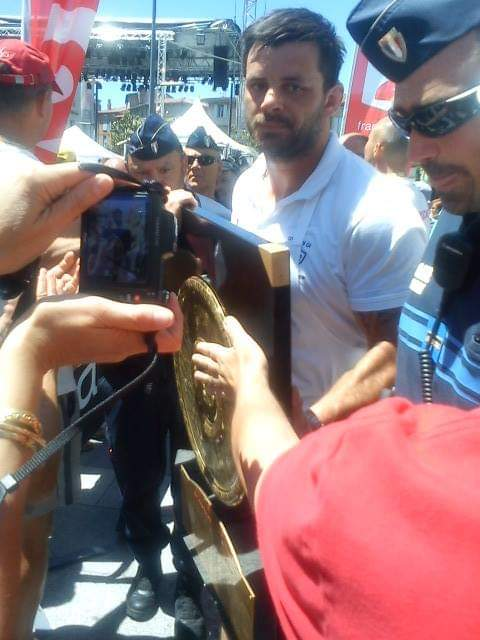
Rodrigo Capó Ortega avec le Brennus place Jean Jaurès en 2013.

### Vice-champion de France (2014)
L'année suivante, il joue à nouveau la finale du Top 14 contre Toulon double champion d'Europe mais le CO perd 18 à 10.
En novembre 2014, il est sélectionné dans l'équipe des Barbarians français pour affronter la Namibie au Stade Mayol de Toulon. En novembre 2016, il joue de nouveau avec les Barbarians français contre une sélection australienne au Stade Chaban-Delmas de Bordeaux. Les Baa-Baas parviennent à s'imposer 19 à 11 grâce à un essai de Raphaël Lakafia à la 77e minute. 

### Champion de France (2018)
En juin 2018, capitaine du Castres olympique, il soulève une deuxième fois le bouclier de Brennus au Stade de France après la victoire de son équipe contre Montpellier 29 à 13.

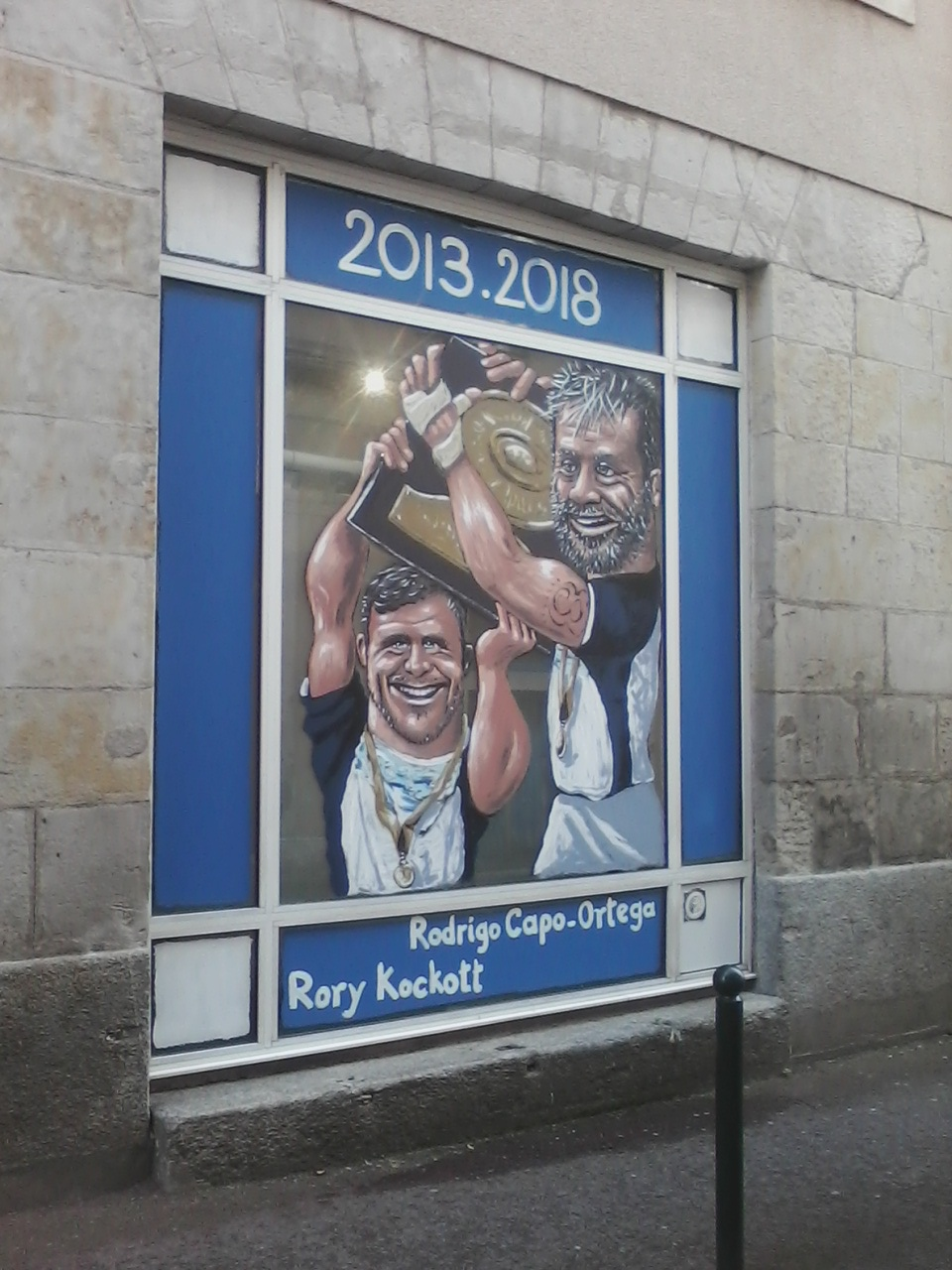
Rory Kockott et Rodrigo Capó Ortega champions de France 2013 et 2018, au Musée Jaurès de Castres.

### Fin de carrière de joueur
En 2020, la dernière saison de Rodrigo Capo Ortega est interrompue par la pandémie de coronavirus. Il prend sa retraite et devient ambassadeur du Castres olympique.

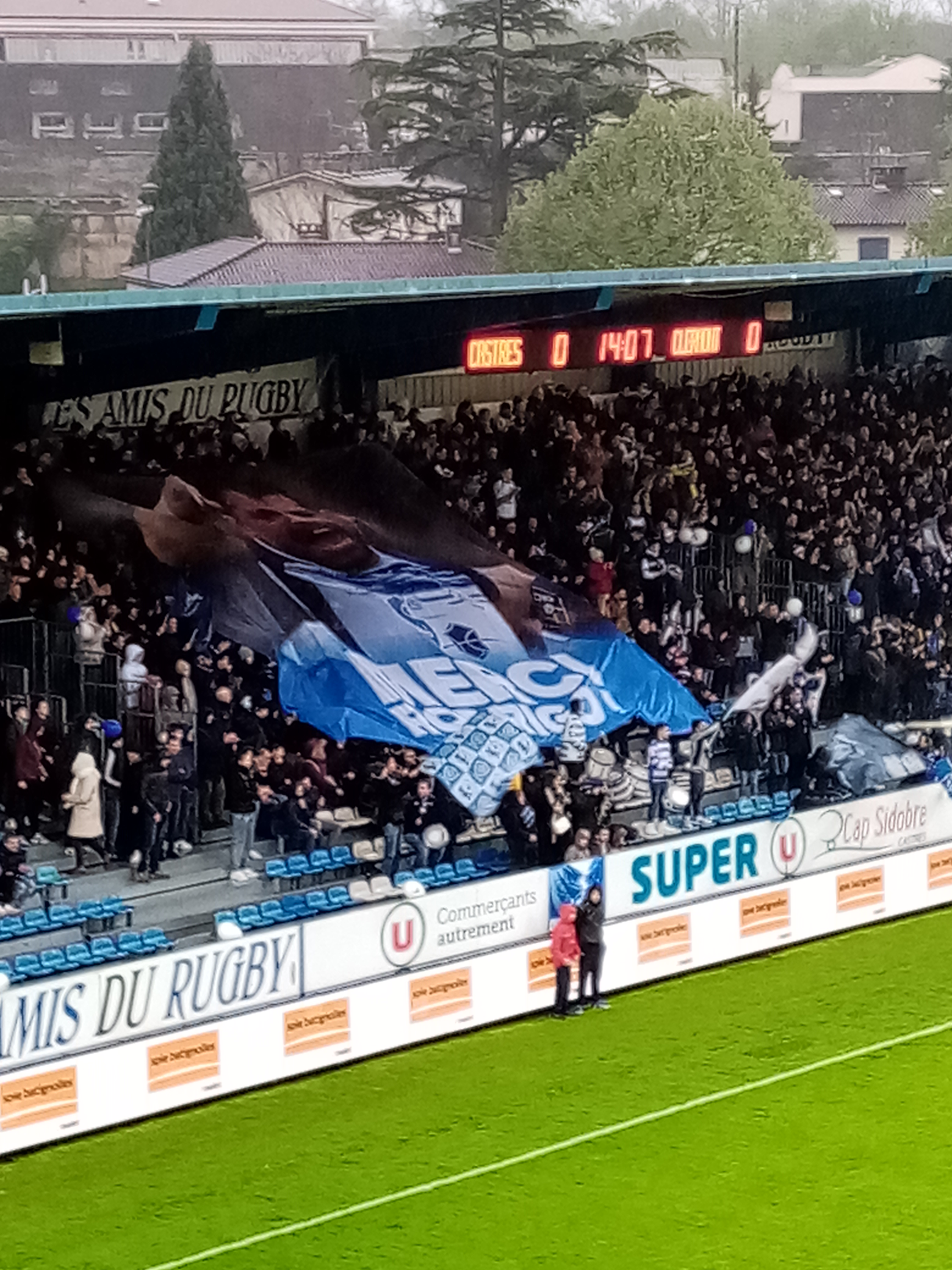
Stade Pierre Fabre, 23 avril 2022, hommage du club à la fidélité de l'international uruguayen.

### Carrière d'entraîneur
En 2021, l'ancien capitaine double champion de France avec Castres devient l'entraîneur des avants de l'équipe espoirs du club.

## Palmarès

### Carrasco Polo Club
- Champion d'Uruguay en 2001

### Castres olympique
- Champion de France en 2013 et 2018
- Vice-champion de France en 2014
- Vainqueur du Challenge Sud-Radio en 2003
- Vainqueur du Challenge Armand Vaquerin en 2011, 2012, 2013, 2016, et 2019

- Vainqueur du Bouclier Européen en 2003

## Statistiques en équipe nationale
- 41 sélections
- 50 points (10 essais)
- sélections par année : 2 en 2000, 7 en 2001, 6 en 2002, 7 en 2003, 4 en 2006, 2 en 2007, 4 en 2009
- En Coupe du monde : 
  - 2003 : 4 sélections (Springboks, Samoa, Géorgie, Angleterre), 1 essai